# Eremo di San Salvatore di Lecceto
L'eremo di San Salvatore di Lecceto (o più semplicemente eremo di Lecceto) si trova nel comune di Siena, arcidiocesi di Siena-Colle di Val d'Elsa-Montalcino.

## Storia e descrizione
L'eremo fu costruito in una zona ricca di lecci da cui deriverà il nome fra il 1189 e il 1223 in una zona detta Grallanda avente una distanza di otto chilometri dalla città di Siena La comunità dell'eremo fu la prima il 4 marzo 1387 a seguire la nuova regola di sant'Agostino grazie all'approvazione del priore Bartolomeo da Venezia
La chiesa, nota fin dal 1223, fu ricostruita nel 1317 e ampliata nel 1344.
La pianta è a una navata con scarsella terminale, preceduta da un portico su pilastri poligonali. Nella semplice facciata a capanna si aprono un occhio tamponato e un portale di tipo romanico.
L'interno, ristrutturato in forme barocche, conserva affreschi trecenteschi.
I locali monastici sono distribuiti attorno ai due chiostri, uno gotico, l'altro quattrocentesco. Nella parete esterna della facciata e lungo il portico corrono affreschi monocromi, che raffigurano Inferno, Paradiso, Opere di misericordia e La vita nel tempo di pace e di guerra, attribuiti a Carlo di Giovanni.
Altri interessanti affreschi a monocromo, con Figurazioni della vita eremitica, si trovano nel chiostro quattrocentesco.
Quest'eremo s'illustrò a partire dal XIV secolo come centro mistico legato all'attività di Santa Caterina da Siena e fu eletto a propria dimora dal teologo inglese nonché sodale di Santa Caterina, William Flete. Il 19 maggio 1385, il priore generale dell'ordine degli Agostiniani, Bartolomeo da Venezia, decise, appena eletto, di fare dell'eremo di Lecceto un centro di spiritualità esemplare e con decreto del 4 marzo 1387 lo pose sotto la diretta giurisdizione del priore. Dal 1398 al 1408 ne fu priore Filippo Agazzari, poi vicario generale della Congregazione agostiniana d'osservanza. Durante il XV secolo, il Lecceto dette in tutto tre priori all'ordine, tra i quali anche il cardinale Alessandro Oliva. Durante il Rinascimento, il cardinale agostiniano Egidio da Viterbo, umanista e filosofo, vi soggiornò a più riprese a partire dal 1502, dedicando al monastero una sua opera, il Panegyricus pro coenobio Ilicetano.